# 向天盏
向天盏（学名：Scutellaria barbata）为唇形科黄芩属下的一个种。

## 分布
印度阿薩姆邦、孟加拉、中國中南部、日本、朝鮮半島、寮國、緬甸、尼泊爾、泰國、越南

## 同物異名

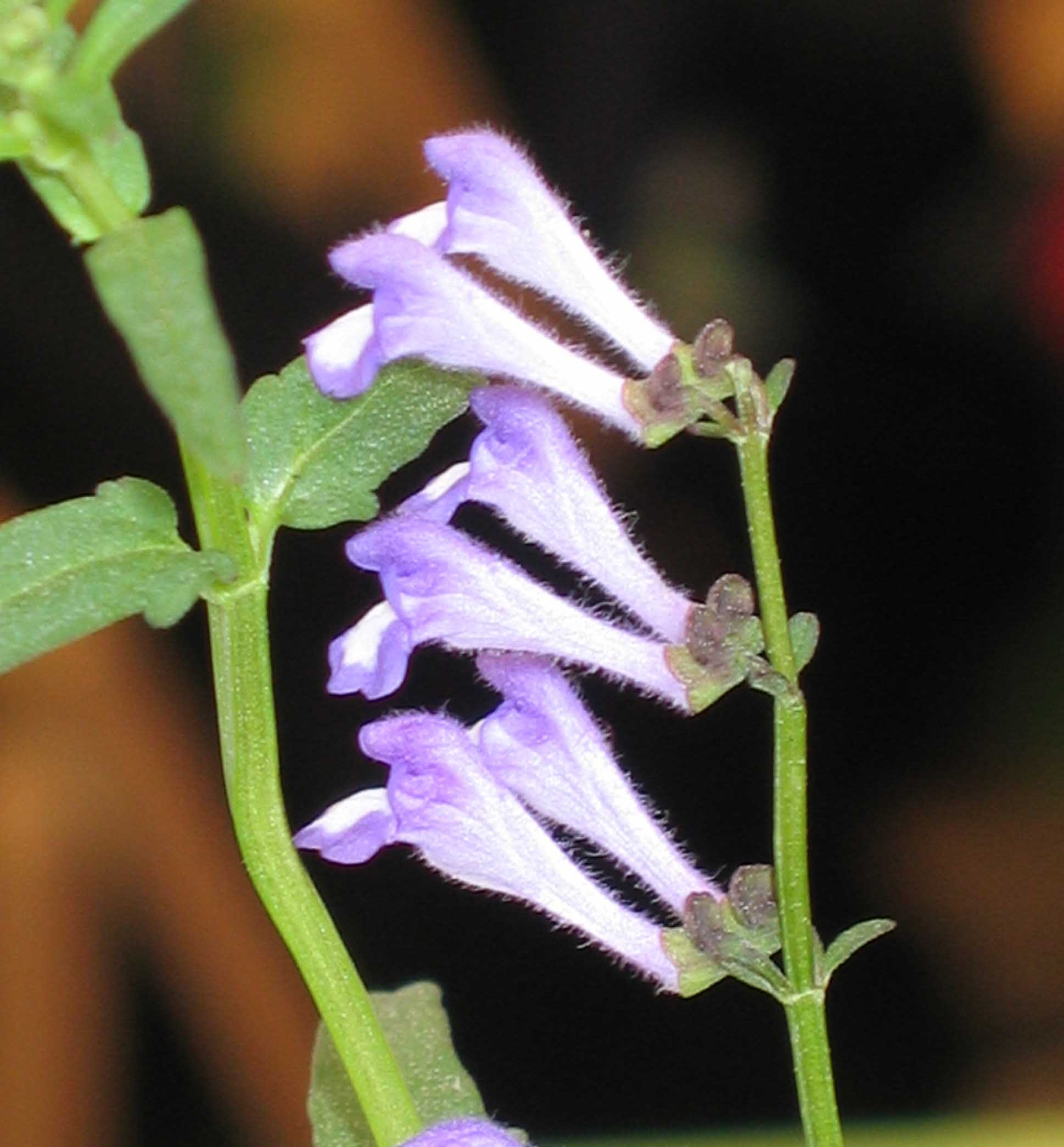
向天盏 - Scutellaria barbata

- Scutellaria adenophylla Miq.
- Scutellaria cavaleriei H.Lév. & Vaniot
- Scutellaria komarovii H.Lév. & Vaniot
- Scutellaria squamulosa A.Ham.
- Scutellaria taipeiensis T.C.Huang, A.Hsiao & M.J.Wu

## 外部連結
- 半枝蓮 Ban Zhi Lian（页面存档备份，存于） 中藥標本數據庫 (香港浸會大學中醫藥學院) （繁體中文）（英文）

## 扩展阅读
- 維基物種上的相關：向天盏

1. ↑  . Plants of the World Online.   [2020-03-07]. （原始内容存档于2020-07-08）.